# Lupinus macbrideanus
Espèce
Statut de conservation UICN

 VU D2 : Vulnérable
Lupinus macbrideanus est une espèce de plantes à fleurs de la famille des Fabaceae.

## Publication originale
- Species Lupinorum 10: 159–160. 1940.